# Salutaridinol 7-O-acetiltransferaza
Salutaridinol 7-O-acetiltransferaza (EC 2.3.1.150) je enzim sa sistematskim imenom acetil-KoA:salutaridinol 7-O-acetiltransferaza. Ovaj enzim katalizuje sledeću hemijsku reakciju
acetil-KoA + salutaridinol {\displaystyle \rightleftharpoons } KoA + 7-O-acetilsalutaridinol
Ovaj enzim je prisutan u maku, Papaver somniferum. Pri  8-9 produkt, 7-O-acetilsalutaridinol, spontano prelazi u 4->5 oksid uglavnom putem alilne eliminacije čime se formira morfinski prekurzor tebain.

## Literatura
- Nicholas C. Price; Lewis Stevens (1999). Fundamentals of Enzymology: The Cell and Molecular Biology of Catalytic Proteins (Third изд.). USA: Oxford University Press. ISBN 019850229X.
- Eric J. Toone (2006). Advances in Enzymology and Related Areas of Molecular Biology, Protein Evolution (Volume 75 изд.). Wiley-Interscience. ISBN 0471205036.
- Branden C; Tooze J. Introduction to Protein Structure. New York, NY: Garland Publishing. ISBN 0-8153-2305-0.
- Irwin H. Segel. Enzyme Kinetics: Behavior and Analysis of Rapid Equilibrium and Steady-State Enzyme Systems (Book 44 изд.). Wiley Classics Library. ISBN 0471303097.
- William P. Jencks (1987). Catalysis in Chemistry and Enzymology. Dover Publications. ISBN 0486654605.

## Spoljašnje veze
- Salutaridinol+7-O-acetyltransferase на 